# Pecan

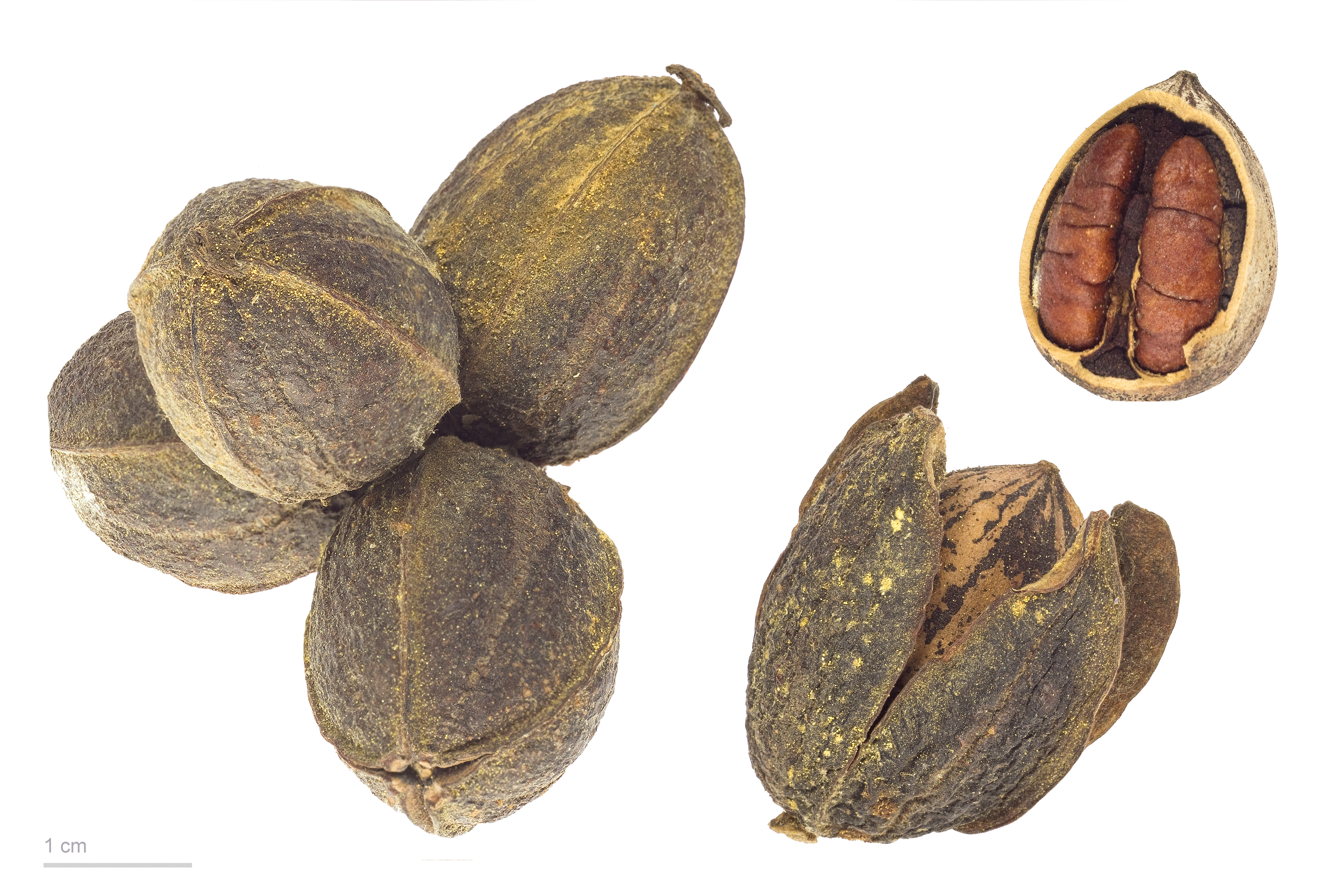
Carya illinoinensis

Pecanul (Carya illinoinensis - Wangenh. & K.Koch) este o specie de arbore înrudită cu nucul din familia Juglandaceae, originar din sud-centrul Americii de Nord.